# Mikołaj Kisiel (zm. 1651)
Mikołaj Kisiel herbu własnego (zm. 11 marca 1651 roku) – chorąży nowogrodzkosiewierski w latach 1635–1651, starosta czerkaski w latach 1650–1651, starosta sinnicki, rotmistz królewski w latach 1634–1651.
Żonaty z Heleną Załęską, z którą miał syna Włodzimierza i córkę Helenę Hilarię.
Poseł na sejmy 1635, 1637, 1645, 1646, 1648 roku z województwa wołyńskiego, poseł nieznanego sejmiku na sejm 1649/1650 roku. Uczestnik poselstwa do Bohdana Chmielnickiego w 1650 roku.
Był protegowanym Adama Kisiela i Tomasza Zamoyskiego.
Był wyznawcą prawosławia.